# In het teken van de Steenbok
In het teken van de Steenbok is een verzamelalbum van zes verhalen over Corto Maltese, een stripreeks geschreven en getekend door Hugo Pratt. De verhalen verschenen afzonderlijk voor het eerst in 1970 in het weekblad Pif en werden in 1982 als bundeling uitgebracht in het Nederlandse taalgebied door uitgeverij Casterman.  Het album omvat de volgende zes avonturen:
- Het geheim van Tristan Bantam
- Rendez-vous in Bahia
- Snelvuur Samba
- De adelaar van Brazilië
- Fortuinzoekers
- Een meeuw op het strand

## Het verhaal
De verhalen uit In het teken van de Steenbok spelen zich af omstreeks 1913 ter hoogte van de Steenbokskeerkring. Corto Maltese treedt hierin voor het eerst op als zelfstandige held. Hij is de centrale figuur waar alles om draait. In het eerste verhaal maken we kennis met een aantal personages die in de vervolgverhalen een belangrijke rol vervullen: Steiner (een aan de drank verslaafde professor), Tristan Bantam (die om hulp bij Corto komt) en Morgana Batam (zus van Tristan die zich bezighoudt met voodoo en magie). Corto helpt Tristan zijn zuster te vinden. Hij ontmoet Guldenmond, een tovenares die al twee eeuwen oud is maar er nog steeds jong uitziet. Guldenmond vraagt Corto een groep opstandelingen te bevoorraden in Brazilië. Corto stort zich in een Zuid-Amerikaanse revolutie en ontmoet er Cangaceiro die ten strijde trekt tegen een dictatoriaal bewind. Als deze strijder sneuvelt, helpt Corto de opstandelingen. Daarna keert Corto terug in het huis van Guldenmond waarna hij op zoek gaat naar een schat. Op zijn zoektocht ontmoet hij miss Ambiguité en Raspoetin die ook op zoek zijn naar de schat. In een treffen met een Duitse oorlogsboot gaat de schat verloren. In het laatste verhaal verliest Corto zijn geheugen en ontmoet Soledad Lokaart de zus van een vermeende moordenaar die hij helpt te ontsnappen. Steiner vindt hem weer terug maar Corto is dan nog steeds zonder geheugen.